# Репихово (водохранилище)
Репихово — водохранилище на реке Липнянка в 7 км от устья. Расположено у деревни Кривошин в Ляховичском районе Брестской области. Белоруссии.

## Цели создания и использование
Водохранилище построено в 1984 году по проекту Полесьегипроводхоза. Цель создания — для орошения, увлажнения земель и рыбоводства. Используется также в рекреационных целях: как место отдыха и любительского рыболовства.

## Морфометрия
Площадь зеркала водохранилища — 1,1 км², длина — 2 км, ширина: максимальная — 0,84 км, средняя — 0,54 км. Средняя глубина — 1,94 м. Объем: полный — 2,1 млн. м³, полезный — 1,4 млн. м³. Разность отметок нормального подпорного уровня (НПУ) и уровня минимального объёма (УМО) — 1,6 м.
Река Липнянка (приток реки Щара) относится к бассейну Немана. Характеристики водосбора: площадь 74,6 км², рельеф водосбора равнинный, распаханность — 40 % , залесённость — 30 %, заболоченность — 14 %.
Гидроузел включает земляную плотину длиной 5520 метров, максимальной высотой 4,5 м, шириной по гребню от 3,0 до 8,0 м, с задернением. Водосброс — автоматический, железобетонный, с ковшовым оголовком,
две трубы диаметром по 1500 мм, выходной оголовок на свайном основании.
Водовыпусков два: в южном углу дамбы труба диаметром 300 мм, с расходом воды 0,07 м³/с, и водовыпуск со стороны Старых прудов, относящихся к бывшей усадьбе Репихово — труба-регулятор диаметром 1000 мм, с расходом воды до 0,17 м³/с.

## Гидрологические характеристики
Средний годовой сток за многолетний период 10,1 млн м³, в том числе в половодье (март — апрель) 4,1 млн м³. Питание реки — смешанное, с преобладанием снегового.